# إبراهيم الهلباوي
إبراهيم الهلباوي هو من مواليد 30 أبريل 1858 في المحمودية بمحافظة البحيرة. يعد إبراهيم الهلباوي من أبرز المحامين في القرن العشرين. وانتخب أول نقيب للمحامين المصريين عام 1912. اشتهر الهلباوي بلقب جلاد دنشواي بعد أن عمل مدعيًا عامًا ضد فلاحي دنشواي. انخرط في سلك العمل والكفاح الوطني ليكفر عن خطأه الذي صدر منه في دنشواي.

## نشأته
يقول الهلباوي في مذكراته: «وُلدت في الساعة الحادية عشرة من مساء اليوم الخامس عشر من رمضان سنة 1247 هجرية 30 أبريل سنة 1858م وكان جدي وأبي من أصل مغربي نشأت في بلدة العطف (المحمودية الآن) بمديرية البحيرة، ويظهر أن أبي ولد بتلك المدينة واحترف مهنة الملاحة في النيل فلما قل رزقها عمل بالزراعة وتجارة الحبوب، ولقد عاش أكثر عمره أميًا إلى أن تلقى القراءة والكتابة عن الشيخ عبد الحافظ البحيري الذي صار معلمًا لزوجتي وابنتي.. دخلت كُتّاب المدينة ودرست على يد الشيخ الشامي وانتقلت إلى الأزهر ولبثت به سبع سنين.»

## حادثة دنشواي
يعد الهلباوي أشهر محامي القرن العشرين؛ بسبب قدرته على إقناع العدالة ببراءة موكله، لكنه ارتكب خطأ فادحًا دفع ثمنه طوال حياته بكراهية الناس له بعد دفاعه عن الجنود الإنجليز وإدانة الفلاحين المصريين في حادثة دنشواي قائلًا: «إن الاحتلال البريطاني لمصر حرر المواطن المصري وجعله يترقى ويعرف مبادئ حقوقه المدنية والسياسية وإن هؤلاء الضباط الإنجليز كانوا يصطادون الحمام في دنشواي ليس طمعًا في لحم أو دجاج ولو فعل الجيش الإنجليزي ذلك لكنت خجلًا من أن أقف أدافع عنهم». 
ووصف الهلباوي الفلاحين في ادعائه قائلًا: «هؤلاء السفلة وأدنياء النفوس من أهالي دنشواي قابلوا الأخلاق الكريمة للضباط الإنجليز بالعصى والنبابيت وأساؤوا ظن المحتلين بالمصريين بعد أن مضى على الإنجليز 25 عامًا ونحن معهم بكل إخلاص واستقامة». وليكفر الهلباوي عن خطأه بعد ذلك في حق الفلاحين، ترافع عن إبراهيم الورداني بتهمة قتل بطرس غالي أحد القضاة الذين حكموا على فلاحيّ دنشواي بالإعدام فقال في مرافعته: «جئت للدفاع عن قاتل القاضي الذي حكم على أهالي دنشواي بالإعدام، جئت مدافعًا أستغفر مواطنينا عما وقعت فيه من أخطاء شنيعة، اللهم أني أستغفرك وأستغفر مواطنينا.»

## سهرة تلفزيونية تمثيلية عنه
قدمت سهرة تلفزيونية تمثيلية عن إبراهيم الهلباوي قام بدوره الفنان الراحل صلاح قابيل أظهر محبة الناس له قبل حادثة دنشواي أشاروا فيها إلى قصة المثل القائل لسان الهلباوي مشيرين إلى من أراد أن يشتري لسان ذبيحة ويجدها غالية الثمن يجيب القصاب متسائلا أهو لسان الهلباوي أم لسان الهلباوي مشيرين إلى أن الهلباوي متحدثا لبقا عندما كان محاميا وأشارت السهرة إلى رمي بيته بالأحجار لدفاعه عن الإنجليز مرددين شعار جلاد دنشواي وفي نهاية السهرة تحدث الراوي معرفا إياه ثم ذكر أنه في آخر حياته بدأ يتبني المرافعة في القضايا الوطنية للتكفير عن ذنبه إلا أن هذا اللقب التصق به كما يلتصق الجلد بالعظم جلاد دنشواي